# Sarita Colonia
Sara Colonia Zambrano (Huaraz, 1 de marzo de 1914-Callao, 20 de diciembre de 1940), más conocida como Sarita Colonia o La Sarita, fue una joven peruana a la que se le atribuye la capacidad de hacer milagros y que, tras su muerte, tiene una gran veneración popular por su fama de santidad, aunque su culto no está reconocido por la Iglesia católica, a pesar de que ella siempre fue católica. Es considerada una santa popular, por lo que a su vez su culto llegó al bajo mundo del hampa al ser venerada por delincuentes.

## Infancia
Nació en el seno de una familia pobre en el barrio de Belén, Huaraz. Su padre, Amadeo Colonia, era carpintero. En 1924 cuando Rosalía Zambrano, la madre de Sara Colonia, se enfermó de bronquitis, la familia se mudó al Callao. Durante cuatro años vivieron en la ciudad portuaria, después de un tiempo retornaron a Huaraz por recomendación del médico de Rosalía, a la que se le recomendó vivir en un clima seco. Tras cuatro meses en Huaraz, Rosalía fallece y deja a la familia en manos de Sara. Para sus hermanos, Sara se convirtió en su "pequeña madrecita".
Sara creció y se crio en una familia católica, ella y su hermana Esther estudiaban en el Colegio Santa Teresa que era regentado por las monjas de Santa Luisa de Marillac. Luego de la muerte de su madre, Sara no regresó al colegio y reemplazó a su madre lo cual frustró sus deseos de querer ser monja.

## Juventud
Sara trabajaba en una panadería de Huaraz para ayudar a los gastos familiares (familia que, tras el segundo matrimonio del padre, había crecido con tres niños más). A los 16 años, en 1930, emprendió el viaje hacia Callao con su padre, que, en el camino del mismo, habló con una familia italiana que necesitaban una niñera. Durante tres años Sarita cuidó de los niños de esta familia en el Callao.
El padre de Sara volvió a quedarse viudo en 1933, y decidió que Sara debía ayudar en el cuidado de sus hermanos menores. Primero mandó a Lima a cuatro de sus hijas, y luego él viajó con sus dos hijos hacia la capital peruana. Sara se vio obligada a dejar el trabajo como niñera y pasó a ayudar a una tía suya en un puesto de pescados en el Mercado Central, poco tiempo después intentó emprender un negocio propio pero por falta de recursos tuvo que dejarlo y se dedicó a vender fruta, verduras y ropa. Su padre se quedó un año en Lima visitando el Hospital Dos de Mayo debido a unos problemas de salud.

## Muerte e inicio del culto
A los 26 años, el 20 de diciembre de 1940, Sara Colonia Zambrano falleció en el hospital de Bellavista. En su partida de defunción, que aún conserva la municipalidad de Bellavista, consta que murió de paludismo. Sin embargo, la familia asegura que ella murió "por sobredosis de aceite de ricino" y no entienden por qué consta el paludismo como causal del fallecimiento. Sarita fue enterrada en una fosa común en el Cementerio Baquíjano y Carrillo I del Callao. No tuvo funeral. 
La fosa común o pampón al que se refieren los más antiguos devotos de Sarita, se encontraba en un lugar periférico del cementerio Baquíjano, el lugar estaba prácticamente invadido de creyentes. Los mismos que evitaron el allanamiento del terreno dispuesto por las autoridades del puerto para la expansión del cementerio. Prácticamente se habían apropiado del pampón y haciendo uso de sus propios recursos, edificaron para Sarita Colonia una capilla muy simple, cuya arquitectura, observa Gonzalo Portocarrero es semejante a las casitas, lisas y funcionales de muchos pueblos jóvenes.
Cuenta un antiguo devoto de Sarita, un peluquero bastante mayor, vecino en los barracones del Callao (un lugar bastante pobre, N.E.), que la familia administró la plata de los devotos: "le compraron a la Beneficencia Pública un pedazo de terreno y le hicieron ese mausoleo", según esta versión esa fue una manera de enfrentar a la iglesia que se había empeñado en evitar el culto. 
En 1941, el padre de Sara colocó una cruz en la fosa común, con el nombre y la foto de su hija. Vecinos y conocidos de Sarita comenzaron a asistir los domingos, para rezar por ella y pedir ayuda y poco a poco el resto de los asistentes a la fosa común comenzaron a pedir "por medio de Sarita" como representante de las almas milagrosas que se encontraban enterradas en la fosa (como el Soldado desconocido, Fray Ceferino, Sor María, etc.).
Según la tradición, fueron los estibadores del puerto del Callao el primer grupo social que comienza a rendir culto a Sarita Colonia.

## La década de 1970 y la extensión del culto
Durante la década de 1970 comenzó una migración masiva desde el área rural hacia Lima. Con ello, la cantidad de marginados en la capital peruana creció exponencialmente. Pobladores de diversos asentamientos humanos de Lima Metropolitana y del Callao comenzaron a seguir el culto de Sarita Colonia. Así pues, los taxistas, conductores de microbuses, madres solteras, subempleados, criminales, amas de casa, homosexuales, travestis y adivinos, entre otros, se sumaron a quienes confiaban en la mediación providencial de la santa popular.
Cuando las autoridades del puerto del Callao intentaron allanar la fosa común donde está enterrada Sarita Colonia (y otras "almas milagrosas") para ampliar el cementerio, los creyentes impidieron que dicha acción se llevara a cabo. Los devotos de Sarita Colonia se apropiaron de la fosa común y construyeron una pequeña y simple capilla para poder venerarla como protectora de los pobres y marginados.
En la puerta de entrada del Cementerio Baquíjano y Carrillo I se venden flores y ruda, pero en el interior, cerca de la capilla hay un mercado de estampitas, amuletos, medallones, prendedores, cuadros, placas y llaveros con la imagen de Sarita.
Todos los días, los administradores del culto, Esther Colonia Zambrano y otros parientes, esperan dentro de la capilla, en tanto ofrecen velas en venta. Así es recibida la gran cantidad de gente sencilla que a diario la visita para pedirle “un milagrito” y para testimoniarle su gratitud. Hay quienes no solo dejan flores, velitas encendidas, placas escritas, sino una serie de objetos, entre los que destacan finas joyas de oro y de plata. 
Las paredes interiores de la capilla están abarrotadas de placas con nombres, direcciones y hasta fotografías u otros datos de quienes expresan su gratitud por tal o cual milagro recibido. Sobre una cripta descansa el cristo crucificado, a poca distancia hay una estatua de la virgen, próxima al santuario de vidrio de Sarita. Su imagen lleva puestos varios dijes, cadenas, pulsera, anillos, prendedores y otras joyas de oro y plata, dejadas por devotos que han necesitado expresar así su reconocimiento. 
En ocasiones algunos devotos prefieren manifestar su gratitud, ofreciendo una misa a Sarita en alguna iglesia y exhiben la convocatoria en la capilla. El sacerdote encargado, la celebra como si se tratara de una misa de difuntos.

## Fiestas del culto
Los días 1 de marzo, fecha de su nacimiento y 20 de diciembre, fecha de su fallecimiento, son conmemorados por los creyentes. En estas fechas se celebra una misa especial en la capilla de Sarita en el Cementerio Baquíjano y Carrillo, se reparten panes, estampitas y flores entre quienes asisten y la familia Colonia invita un almuerzo a los devotos. En 2016 el documentalista Javier Ponce Gambirazio presentó el documental llamado Sarita Colonia, la tregua moral, en el que se hace alusión a esta fiesta conmemorativa por la muerte y nacimiento de Sarita Colonia.

## En la cultura popular

### Música
Existen diversas referencias musicales hacia la santa popular.
En 1984, el Grupo Maravilla, compuso la canción «Sarita Colonia».
En 1992, el grupo peruano Los Mojarras harían su debut versionando en rock «Sarita Colonia» del Grupo Maravilla, la cual incluyeron en su álbum Sarita Colonia.
En 1997 se fundó la banda Sarita Colonia (llamada antiguamente La Sarita).
En el 2007, la cantante vernacular Dina Páucar lanzó su canción titulada «Sarita Colonia».
En el 2014, la cantante peruana Maricarmen Marín estrenó su canción titulada «Sarita Colonia».

### Televisión
En el 2001, el canal de televisión peruano ATV emitiría una miniserie titulada Sarita Colonia, haciendo referencia a la vida y milagros hecha por esta santa popular. La miniserie producida por Michel Gomez volvió a ser emitida en el 2009 por TV Perú.
En el 2007, el canal de televisión peruano Frecuencia Latina, emitió una miniserie titulada Por la Sarita, la cual hacía referencia a la vida y milagros de esta santa popular, quien en la ficción era interpretada por la actriz Mayella Lloclla. La miniserie volvió a ser emitida en el 2022 por el canal de televisión peruano Panamericana Televisión.

### Otros
En 1994, en el Callao se construyó una cárcel a la cual se le puso el nombre de Sarita Colonia, debido a que las cárceles de esa época adoptaban nombres de santos religiosos.
Hay varios mercados en Lima Metropolitana que llevan el nombre de Sarita Colonia en los Distritos de San Juan de Lurigancho, San Martín de Porres, Callao y Chorrillos. Otro mercado llamado Sarita Colonia, situado en la ciudad ucayalina Atalaya, ha iniciado su construcción.
En 2019, se realiza un cortometraje chileno haciendo referencia al restaurante Santiaguino que honra el nombre y la figura de Sarita Colonia.

## En la literatura
Sarita Colonia ingresó a la narrativa por obra del escritor peruano Eduardo González Viaña. “Sarita Colonia viene volando” es el título de su novela en la que retrató aspectos biográficos y portentos atribuidos a esta santa popular conocidos por testimonios de sus discípulos y parientes, a quienes el autor entrevistó.
“Sarita Colonia viene volando” (Mosca Azul editores, 1990) fue el primer hito de un verdadero milagro editorial que significó al menos diez tirajes de la obra en los siguientes dos años. La venta de esta novela, aparte de los expendios usuales, se produjo en los quioscos situados en las puertas de las iglesias. Es sabido que, además, muchos inmigrantes ilegales a los Estados Unidos, llevaron el libro entre sus pertenencias con la creencia mágica de que los ayudaría a cruzar sin problemas. 
Las publicaciones posteriores del libro corrieron a cargo de Ediciones Copé (2004), Fondo editorial Lumina Cooper (2011) y Editorial SUMMA (2014).
En su libro, González Viaña explora otra fuente de información que es un álbum en el que los discípulos anotan los milagros que atribuyen a Sarita. Un dato proporciona el perfil de los devotos: de los 890 milagros registrados por aquellos en el cuaderno especial, 751 develan el hecho prodigioso en el Perú de su tiempo, de haber obtenido un puesto de trabajo gracias a la intercesión de esta santa informal.
Las historias populares contadas en el libro incluyen hazañas de personajes campesinos, emigrantes, cantantes, amas de casa, estudiantes, sacerdotes e incluso las del bandolero justiciero Luis Pardo, paisano de Sarita, hasta las supuestas voces difuntas de víctimas de la guerra interna que sacudió el Perú a fines del siglo pasado.
Aparte de lo narrado, se muestra allí que, en el Perú de esa época, al lado del Estado constitucional ya se había ido gestando una suerte de república subterránea en la cual los quehaceres informales superaban notablemente al trabajo formal. La informalidad se refleja incluso en el ámbito de la religiosidad popular, en el cual un pueblo casi autoadministrado acepta el poder de la Iglesia, para revelar el misterio del cosmos, pero le expropia sus facultades para reconocer la profecía de los ingenuos y la santidad de los pobres.
Unos meses después de publicada su novela, González Viaña se convirtió en catedrático de Berkeley y, a finales del año 1998, ganaría el Premio Internacional de Relatos Juan Rulfo (otorgado en París por el Centro Cultural de México, Radio France y Le monde diplomatique) por una historia inspirada en Sarita Colonia, según ha declarado muchas veces. 